# 朗蒂伊
朗蒂伊（法語：Lentilly，法語發音：[lɑ̃tiji]）是法国罗讷省的一个市镇，属于索恩河畔自由城区。

## 地理
朗蒂伊（45°49'7"N, 4°39'47"E）面积18.39 平方千米，位于法国奥弗涅-罗讷-阿尔卑斯大区罗讷省，该省份为法国中东部省份，北起顺时针与索恩-卢瓦尔省、安省、里昂大都会、伊泽尔省和卢瓦尔省接壤。
与朗蒂伊接壤的市镇（或旧市镇、城区）包括：波利奥奈、苏尔雪莱米讷、拉图尔德萨尔瓦尼、多马坦、埃沃、洛扎讷、马西莱图瓦勒。

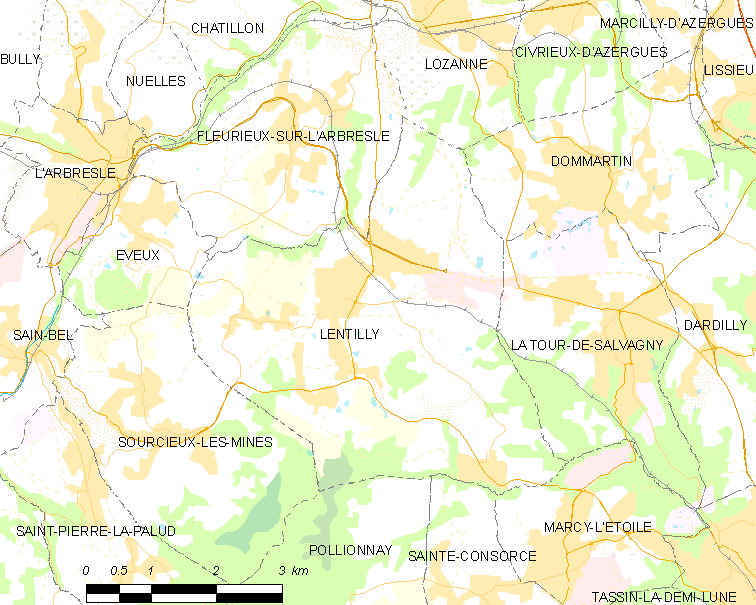
朗蒂伊的OSM定位图

朗蒂伊的时区为UTC+01:00、UTC+02:00（夏令时）。

## 行政
朗蒂伊的邮政编码为69210，INSEE市镇编码为69112。

## 政治
朗蒂伊所属的省级选区为昂斯县。

## 人口

1962-2008年间朗蒂伊人口变化图示

朗蒂伊于2022年1月1日时的人口数量为6541人。